# Ja’akow Meridor
Ja’akow Meridor (hebr.: יעקב מרידור, ang.: Ya'akov Meridor, Yaacov Meridor, właśc. Ja’akow Winiarski, ur. 29 września 1913 w Lipnie, zm. 30 czerwca 1995 w Tel Awiwie) – izraelski przedsiębiorca, wojskowy i polityk, od 1941 do 1943 przywódca Irgunu, w latach 1981–1984 minister gospodarki i międzyresortowej koordynacji, poseł do Knesetu w latach 1949–1951 z listy Herutu, w latach 1955–1969 z list Herutu i Gahalu oraz w latach 1981–1984 z listy Likudu.

## Życiorys

### Młodość
Urodził się 29 września 1913 roku w Lipnie (wówczas Imperium Rosyjskie, obecnie Polska) w rodzinie Mirjam (z domu Poznańska) i Chanocha Winiarskich. Ojciec sprzedawał narzędzia i maszyny rolnicze oraz działał w ruchu Mizrachi. W młodości uczył się w tzw. chederze zreformowanym (hebr. חדר מתוקן, cheder metukan), następnie w szkole ruchu Mizrachi i gimnazjum Towarzystwa Żydowskich Szkół Średnich Moria we Włocławku.
Po pogromie w Hebronie (1929) wstąpił do lokalnego gniazda Bejtaru. Wiosną 1930 roku uciekł z domu, aby wziąć udział w programie przygotowawczym (הכשרה, hachszara) do wyjazdu do Palestyny. Spędził na nim siedem miesięcy do czasu ogłoszenia białej księgi Passfielda (październik 1930), która ograniczała żydowską imigrację do Palestyny. Wówczas obóz rozwiązano, a Ja’akow, za namową ojca i wujka, powrócił do nauki w gimnazjum. Podczas wizyty Włodzimierza Żabotyńskiego we Włocławku był w komitecie powitalnym i otrzymał honorowe zadanie niesienia flagi lokalnego gniazda organizacji.

### Imigracja do Palestyny
W grudniu 1932 roku, po zakończeniu nauki, wraz z 27 znajomymi dokonał alii do Palestyny. Dostał się do niej od strony Libanu. Znalazł się w grupie, która została wydalona do Libanu. Podczas drugiej próby przedostania się do Palestyny został złapany przez arabską policję w okolicy Rosz Piny, ale zdołał uciec i dostać się do Petach Tikwy. Tam wstąpił do lokalnej kompanii Bejtaru, pracując w sadach i na drogach.
W 1933 roku przeniósł się do Tel Awiwu, gdzie podjął pracę w fabryce lodówek, a wieczorami uczył się na kursach inżynierskich w Szkole Montefiore. Następnie pracował w Rechowot oraz w Ramat Ganie, gdzie poślubił Ciporę Frenkel i się przeprowadził.
W tym samym roku wstąpił do Hagany Bet. Na początku powstania arabskiego w Palestynie, w 1936 roku, brał udział w obronie Kefar Azar. Następnie przeszedł kursy dowodzenia w Irgunie i został zaangażowany w działania odwetowe na ludności arabskiej w okolicach Petach Tikwy. W 1939 roku wysłany do Polski na kurs oficerski członków Irgunu organizowany przez Wojsko Polskie na Kocierzu. Po powrocie został mianowany dowódcą Irgunu w Petach Tikwie.

### Operacja w Iraku i śmierć Razi’ela
W 1941 roku w Iraku wybuchła rebelia Raszida Alego al-Kilaniego, który wygłaszał proniemieckie poglądy. W świetle niemiecko-włoskich postępów w Afryce Północnej Brytyjczycy musieli podjąć kroki zaradcze, aby pola roponośne i składy ropy nie zostały przejęte przez powstańców. Zwrócili się z prośbą do Irgunu, aby ten wystawił oddział sabotujący instalacje naftowe. Operacja została zaakceptowana przez Razi’ela, który powierzył Meridorowi przygotowanie zespołu. 18 maja wraz z Dawidem Razi’elem, Ja’akowem Siką Aharonim i Ja’akowem Tarzim wyleciał z bazy RAF Aqir do Al-Habbanijji. Tam dowiedzieli się, że operacja wysadzenia składów paliwa została odwołana i przydzielono im działania wywiadowcze w przygotowaniach do zdobycia Faludży. 20 maja, podczas wykonywania powierzonych im zadań, w wyniku niemieckiego nalotu, zginął Razi’el. Pomimo tego Meridor zadecydował o dokończeniu operacji.

### Działania w Irgunie
Po powrocie został wybrany na dowódcę Irgunu i skoncentrował wysiłki na ustabilizowaniu sytuacji w organizacji po śmierci Razi’ela. Pogorszeniu uległy stosunki Irgunu z Unią Syjonistów Rewizjonistów (Ha-Cach). Doszło nawet do zamachu na szefa biura krajowego Ha-Cachu Benjamina Lubockiego przeprowadzonego przez komórkę Irgunu w Tel Awiwie. W celu poprawy sytuacji w grudniu 1941 roku Meridor zwołał spotkanie, na którym utworzono specjalne ciało komisaryczne składające się z przedstawiciela Ha-Cachu, Bejtaru i dwóch członków Irgunu. Działało ono do 1943 roku.
Pod koniec 1942 roku do Palestyny zaczęły napływać wiadomości o sytuacji Żydów w Europie. Dowództwo Irgunu zdecydowało, że należy przygotować struktury do podjęcia zdecydowanych działań jeszcze przed zakończeniem II wojny, rozpoczęto kursy dla dowódców i podjęto wysiłki na rzecz zdobycia broni (m.in. poprzez napady na magazyny wojskowe).
W 1942 roku zgodził się na zaproponowaną przez Maurice’a Fischera współpracę Irgunu z Francuską Armią Wyzwolenia. Irgun miałby współtworzyć antynazistowskie podziemie w Syrii na wypadek powodzenia ofensywy sił Osi w Afryce Północnej. W tym samym roku Meridor przeprowadził reorganizację struktur Irgunu w celu podjęcia ewentualnej walki przeciw władzom mandatowym. W tym celu konsultował się m.in. z gen. Kazimierzem Fabrycym.
Latem 1943 roku podziemna gazeta organizacji „Cherut” opublikowała komunikat świadczący o zmianie stosunku Irgunu do Brytyjczyków. Podano, że wsparcie Żydów nie zostało docenione przez Brytyjczyków, którzy nie utworzyli armii żydowskiej i nie uznali Żydów za naród walczący. W tym samym roku zatwierdził inicjatywę Elijjahu Lankina i Elijjahu Rawida o utworzeniu podziemnej organizacji Am Lochem (hebr. עם לוחם, dosł. Naród Walczący), która skupiałaby młodzież ze wszystkich obozów politycznym i miałaby zajmować się działaniami przeciwko władzom mandatowym. Jej pierwszą operacją miało być porwanie wysokiego komisarza Palestyny Harolda MacMichaela i wywiezienie go na Cypr. Operacji sprzeciwili się politycy Unii Syjonistów Rewizjonistów oraz dowódca Irgunu w Jerozolimie. W związku z niepowodzeniem operacji poprosił o zwolnienie go ze stanowiska dowódcy. Ostatecznie w grudniu 1943 roku został zastąpiony przez Menachema Begina.

### Internowanie i ucieczka

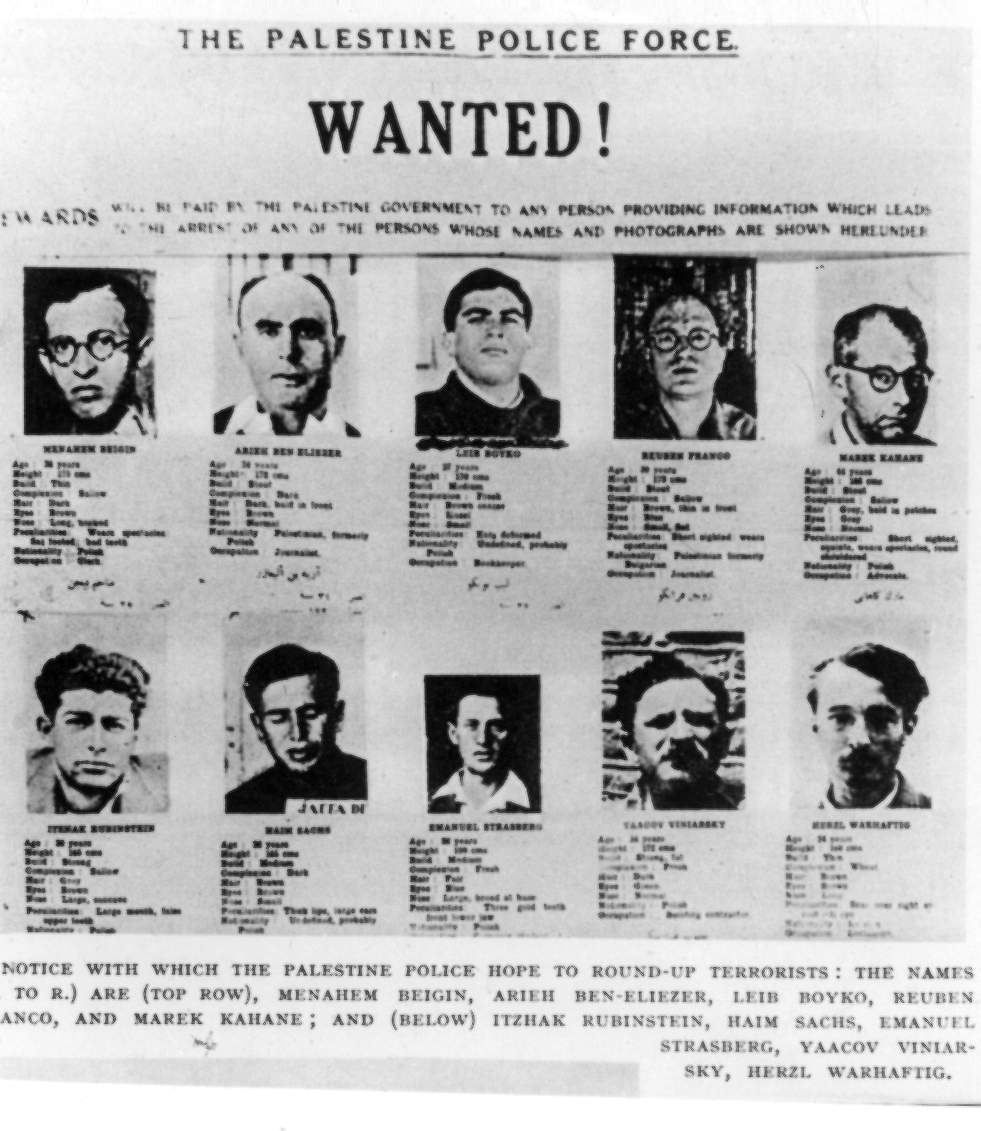
List gończy z członkami Irgunu i Lechi. Meridor (II rząd, drugi od prawej) pod nazwiskiem Viniarsky.

W 1944 roku został mianowany zastępcą Begina i odpowiadał za planowanie i przeprowadzanie operacji podczas rewolty przeciw Brytyjczykom w Palestynie. Spotkały się one z potępieniem ze strony władz Jiszuwu i Hagany, które postanowiły podjąć działania pod kryptonimem „Ha-Sezon”, wspólnie z Brytyjczykami, w celu paraliżu Irgunu. W ich trakcie w 1945 roku został aresztowany i wywieziony do Kairu. Stamtąd przeniesiono go do obozu dla internowanych w Sudanie. Po kilku nieudanych próbach ucieczki został wywieziony do innego obozu w Kenii, z którego udało mu się uciec 29 marca 1948 roku. Dostał się do Paryża, w którym zmianowano go dowódcą Irgunu w diasporze.

### Powrót do Izraela
Po wybuchu wojny o niepodległość Izraela powrócił do kraju, gdzie Begin powierzył mu dowodzenie oddziałami Irgunu i koordynację włączenia Irgunu w struktury Armii Obrony Izraela. Po sprawie „Altaleny” został aresztowany wraz z innymi członkami Irgunu (m.in. Lankinem czy Hillelem Kookiem). Po dwóch miesiącach aresztu został zwolniony. Wstąpił do partii Herut i został wybrany członkiem jej komitetu roboczego i przewodniczącym.

### Działalność polityczna i gospodarcza
W wyborach parlamentarnych w 1949 po raz pierwszy dostał się do Knesetu pierwszej kadencji. W 1951 uzyskał reelekcję z zasiadł w drugim Knesecie, jednak 2 listopada 1951 zrezygnował z mandatu poselskiego, który objął po nim Eli’ezer Szostak.
Zaangażował się w działalność gospodarczą. Z Aszerem Ben-Natanem i Josefem Kelermanem założył firmę importującą konserwy mięsne z Etiopii i Erytrei. Z czasem rząd izraelski wykupił wszystkie udziały w spółce .
W 1955 roku działacze Herutu namówili go do powrotu do polityki. W tym samym roku został wybrany z ramienia partii do III Knesetu. Posłem z list Herutu, później Gahalu był aż do Knesetu VI kadencji. W tym czasie zasiadał w komisji do spraw zagranicznych i bezpieczeństwa .

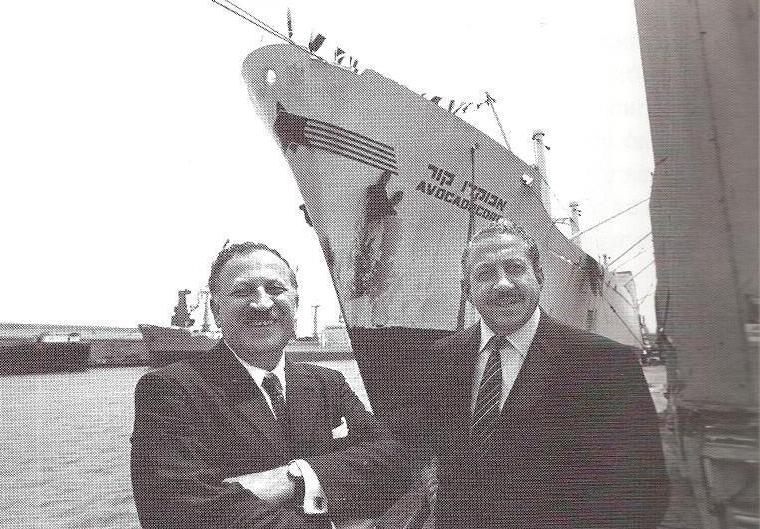
Meridor (po lewej) z Milą Brenerem (1965).

W 1960 roku założył z Milą Brenerem przedsiębiorstwo zajmujące się połowem ryb, o nazwie Atlantic. Po dwóch latach wspólnie założyli Maritime Fruit Carriers, która trudniła się transportem ładunków nie tylko z Izraela, ale także na całym świecie. W momencie szczytowym przedsiębiorstwo operowało 42 statkami, również pod banderami Wielkiej Brytanii i Niemiec. Sam przyznawał, że nie był zadowolony z faktu współpracy z Niemcami. Z czasem powołali spółki zależne, konstruujące m.in. tankowce. Wielokrotnie zarzucano mu wykorzystywanie kontaktów w świecie polityki do rozwijania działalności gospodarczej. Kryzys naftowy z 1973 roku doprowadził do zahamowania rozwoju przedsiębiorstw i finalnie ich zamknięcia w 1977 roku .
W wyborach w 1981 roku został wybrany do Knesetu z listy Likudu. W rządzie pełnił funkcję ministra gospodarki i międzyresortowej koordynacji. W 1984 roku, na fali pogarszającego się zdrowia Begina, kontrowersji wokół wojny w Libanie oraz rezultatów komisji Kahana w sprawie masakr w obozach Sabra i Szatila zrezygnował z bycia ministrem.
Zmarł 30 czerwca 1995 roku w Tel Awiwie .

## Życie prywatne
Był żonaty z Ciporą z domu Frenkel (zm. w 1994), z którą miał trójkę dzieci .

## Publikacje
W 1950 roku wydawnictwo Achiasaf z Jerozolimy wydało jego książkę pt. Aruka ha-derech le-cherut (her. ארוכה הדרך לחרות, ang. Long is the road to freedom) opisującą wspomnienia i historie z działalności w podziemiu.